# Gyňov
Gyňov este o comună slovacă, aflată în districtul Košice-okolie din regiunea Košice. Localitatea se află la altitudinea de 206 m deasupra n.m., se întinde pe o suprafață de 5,38 km2 și în 2017 număra 672 de locuitori.

## Istoric
Localitatea Gyňov este atestată documentar din 1255.

## Demografie
| An:                | 1994 | 2004   | 2014   | 2024    |
| ------------------ | ---- | ------ | ------ | ------- |
| Număr de persoane: | 584  | 564    | 617    | 689     |
| Diferență:         |      | −3,42% | +9,39% | +11,66% |

| An:                | 2023 | 2024   |
| ------------------ | ---- | ------ |
| Număr de persoane: | 683  | 689    |
| Diferență:         |      | +0,87% |